# Формула-1 — Гран-прі Монако 1995
Гран-прі Монако 1995, офіційна назва LIII Grand Prix de Monaco — п'ятий етап чемпіонату світу з автоперегонів у класі Формула-1 1995 року, що відбувся 28 травня на міській трасі Монте-Карло. Свою тринадцяту перемогу здобув Міхаель Шумахер.

## Перегони
| Поз  | №  | Країна          | Пілот                  | Конструктор        | Кола | Час                         | Старт | Очки |
| ---- | -- | --------------- | ---------------------- | ------------------ | ---- | --------------------------- | ----- | ---- |
| 1    | 1  | Німеччина       | Міхаель Шумахер        | Benetton-Renault   | 78   | 1:53:11.258                 | 2     | 10   |
| 2    | 5  | Велика Британія | Деймон Хілл            | Williams-Renault   | 78   | +34.817                     | 1     | 6    |
| 3    | 28 | Австрія         | Герхард Бергер         | Ferrari            | 78   | +1:11.447                   | 4     | 4    |
| 4    | 2  | Велика Британія | Джонні Херберт         | Benetton-Renault   | 77   | +1 коло                     | 7     | 3    |
| 5    | 7  | Велика Британія | Марк Бланделл          | McLaren-Mercedes   | 77   | +1 коло                     | 10    | 2    |
| 6    | 30 | Німеччина       | Хайнц-Харальд Френтцен | Sauber-Ford        | 76   | +2 кола                     | 14    | 1    |
| 7    | 23 | Італія          | П'єрлуїджи Мартіні     | Minardi-Ford       | 76   | +2 кола                     | 18    |      |
| 8    | 29 | Франція         | Жан-Крістоф Буйон      | Sauber-Ford        | 74   | зіткнення з Морбіделлі      | 19    |      |
| 9    | 9  | Італія          | Джанні Морбіделлі      | Footwork-Hart      | 74   | +4 кола                     | 13    |      |
| 10   | 21 | Бразилія        | Педро Дініц            | Forti-Ford         | 72   | +6 кіл                      | 22    |      |
| Схід | 24 | Італія          | Лука Бадоер            | Minardi-Ford       | 68   | підвіска                    | 16    |      |
| Схід | 26 | Франція         | Олів'є Паніс           | Ligier-Mugen-Honda | 65   | аварія                      | 12    |      |
| Схід | 4  | Фінляндія       | Міка Сало              | Tyrrell-Yamaha     | 63   | двигун/коробка передач      | 17    |      |
| Схід | 14 | Бразилія        | Рубенс Баррікелло      | Jordan-Peugeot     | 60   | дроссель                    | 11    |      |
| Схід | 16 | Франція         | Бертран Гашо           | Pacific-Ford       | 42   | гідравліка коробки передач  | 21    |      |
| Схід | 27 | Франція         | Жан Алезі              | Ferrari            | 41   | аварія                      | 5     |      |
| Схід | 25 | Велика Британія | Мартін Брандл          | Ligier-Mugen-Honda | 40   | аварія                      | 8     |      |
| Схід | 10 | Японія          | Такі Іноуе             | Footwork-Hart      | 27   | коробка передач             | 26    |      |
| Схід | 3  | Японія          | Юкіо Катаяма           | Tyrrell-Yamaha     | 26   | аварія                      | 15    |      |
| ДСКВ | 17 | Італія          | Андреа Монтерміні      | Pacific-Ford       | 23   | дискваліфікований           | 25    |      |
| Схід | 15 | Велика Британія | Едді Ірвайн            | Jordan-Peugeot     | 22   | колесо                      | 9     |      |
| Схід | 6  | Велика Британія | Девід Култхард         | Williams-Renault   | 16   | коробка передач             | 3     |      |
| Схід | 22 | Бразилія        | Роберто Морено         | Forti-Ford         | 9    | гальма                      | 24    |      |
| Схід | 8  | Фінляндія       | Міка Хаккінен          | McLaren-Mercedes   | 8    | двигун                      | 6     |      |
| НС   | 22 | Нідерланди      | Йос Ферстаппен         | Simtek-Ford        | 0    | аварія до рестарту          | 23    |      |
| НС   | 8  | Італія          | Доменіко Скіаттарелла  | Simtek-Ford        | 0    | коробка передач до рестарту | 20    |      |

## Кола лідирування
- 1—23 — Деймон Хілл
- 24—35 — Міхаель Шумахер
- 36 — Жан Алезі
- 37—38 — Міхаель Шумахер.

## Положення в чемпіонаті після Гран-прі
| Поз | Пілот           | Очки |
| --- | --------------- | ---- |
| 1   | Міхаель Шумахер | 34   |
| 2   | Деймон Хілл     | 29   |
| 3   | Герхард Бергер  | 17   |
| 4   | Жан Алезі       | 14   |
| 5   | Джонні Херберт  | 12   |

| Поз | Конструктор      | Очки |
| --- | ---------------- | ---- |
| 1   | Benetton-Renault | 36   |
| 2   | Williams-Renault | 32   |
| 3   | Ferrari          | 31   |
| 4   | McLaren-Mercedes | 8    |
| 5   | Sauber-Ford      | 4    |

- Примітка: Тільки 5 позицій включені в обидві таблиці.